# Center for Advanced Studies in Leadership

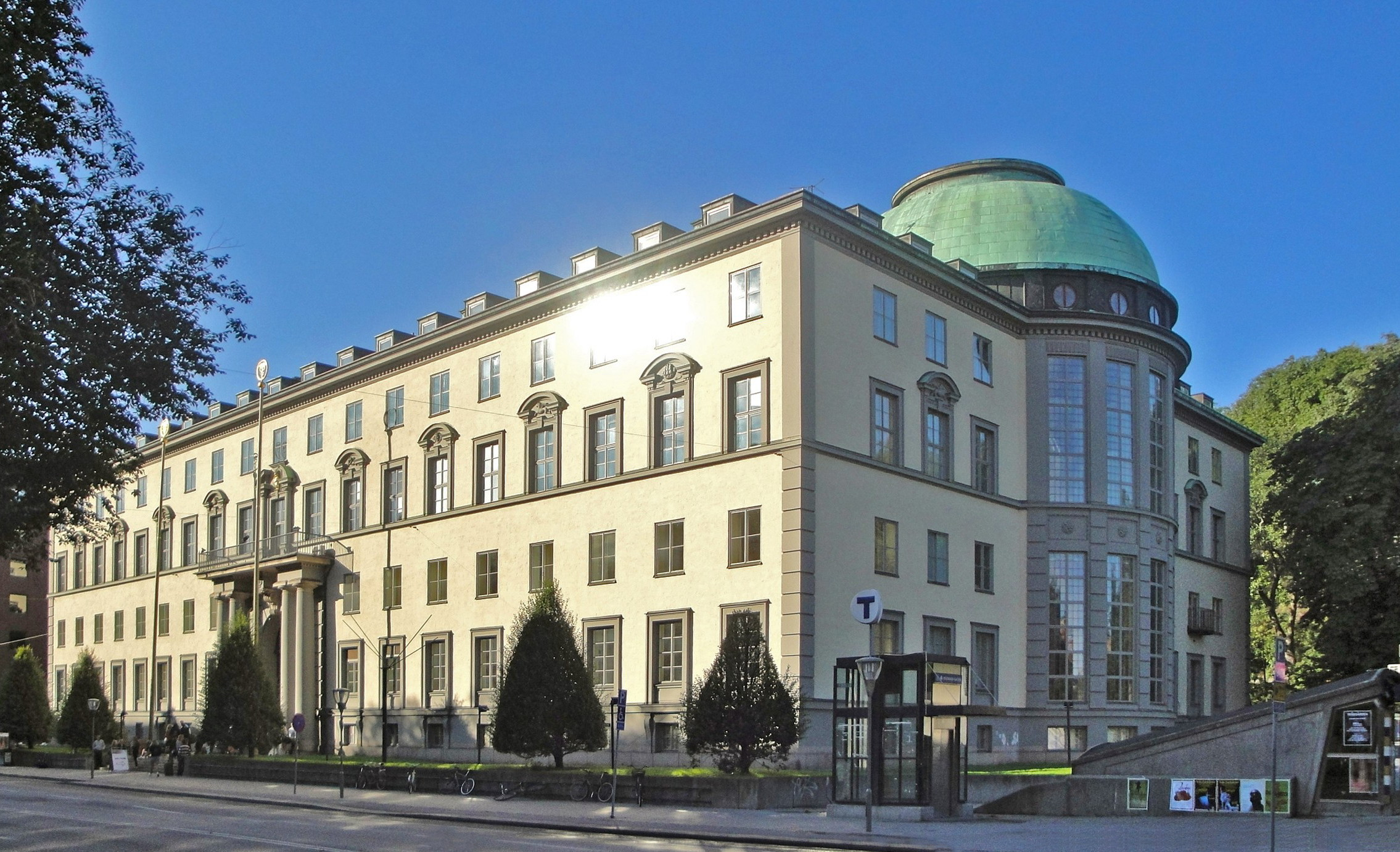
CASL är ett fristående forskningsinstitut vid Handelshögskolan i Stockholm

Center for Advanced Studies in Leadership (CASL) (svenska: Center för avancerade ledarskapsstudier) är ett forskningsinstitut i Stockholm. Institutet är anknutet till Handelshögskolan i Stockholm och bedriver forskning angående ledarskap.
CASL är en privat, icke-vinstorienterad stiftelse. Stiftelsen finansieras bland annat av Forskningsrådet för arbetsliv och socialvetenskap (en myndighet som lyder under Socialdepartementet), Ragnar Söderbergs stiftelse, Handelsbanksstiftelserna, Riksbankens Jubileumsfond, Vetenskapsrådet och Vinnova. Stiftelsens styrelsemedlemmar är bland andra Karl-Olof Hammarkvist och Marie Ehrling.
CASL:s direktör är sedan 1997 professor Ingalill Holmberg. Holmberg är även prodekanus för Handelshögskolans ekonomie doktorsprogram och innehar sedan 2011 en professur i företagsekonomi vid högskolans institution för management och organisation.

## Styrelse
- Karl-Olof Hammarkvist

adjungerad professor i företagsekonomi, med särskild inriktning mot finansiella marknader vid Handelshögskolan i Stockholm 1996-
prorektor (vice rektor) för Handelshögskolan i Stockholm
rektor för Handelshögskolan i Stockholm 2013–2014
- Marie Ehrling

VD för Teliasonera Sverige AB 2003–2006
styrelseordförande för Teliasonera 2013-
hedersdoktor vid Handelshögskolan i Stockholm 2014
- Udo Zander

professor i företagsekonomi med särskild inriktning mot internationellt företagande 2002-
Ragnar Söderbergs professur i ekonomi 2009–2012
- Ingalill Holmberg

professor i företagsekonomi
direktör för Center for Advanced Studies in Leadership
- Laurent Leksell

grundare av och VD för Elekta